# SpaceX CRS-20
SpaceX CRS-20, також відома як SpX-20 — двадцята місія вантажного космічного корабля Dragon до Міжнародної космічної станції, яку запущено 7 березня 2020 року. Політ ракети-носія компанії SpaceX здійснювався в рамках контракту Commercial Resupply Services з компанією НАСА. Це останній запуск у рамках першої фази контракту корабля Dragon першого покоління. Місії другої фази здійснювалась за допомогою вантажного корабля Dragon 2.
Під час запуску капсулу корабля використано утретє — раніше її використовували під час польотів SpaceX CRS-10 та SpaceX CRS-16 у лютому 2017 та грудні 2018, відповідно.

## Історія програми
У лютому 2016 року НАСА і компанія SpaceX підписали додаток до контракту на п'ять додаткових місії CRS (від SpaceX CRS-16 до CRS-20), в рамках якого буде здійснено запуск SpaceX CRS-20. Спочатку запуск було заплановано на 2019 рік, згодом було перенесено на березень 2020.

## Запуск та політ
Запуск здійснено 7 березня 2020 року о 04:50:31 (UTC).
Стикування з МКС відбулося 9 березня. Спочатку о 10:25 (UTC) корабель було захоплено за допомогою крана-маніпулятора Канадарм2, яким керувала астронавт 62-ї експедиції Джессіка Меїр. Після чого корабель о 12:18 (UTC) пристиковано до надирного СВ модуля Гармоні..
7 квітня о 13:06 (UTC) корабель було відстиковано від МКС та за 6 годин він успішно приводнився у Тихому океані, доставивши результати наукових експериментів.

## Корисне навантаження
Dragon доставив до МКС 1977 кг корисного вантажу.
В герметичному відсіці знаходилось 1509 кг вантажу (з урахуванням упаковки), у тому числі:
- продукти харчування та речі для екіпажу — 273 кг
- матеріали для наукових досліджень — 960 кг,
- обладнання для виходу у відкритий космос — 56 кг,
- обладнання і деталі станції — 219 кг,
- комп'ютери та комплектуючі — 1 кг.

Маса обладнання в негерметичному відсіці складала 468 кг. Там знаходилась платформа Bartolomeo Європейського космічного агентства для розміщення на зовнішіній поверхні станції до 12 наукових експериментів, у тому числі для комерційних замовників.

## Галерея

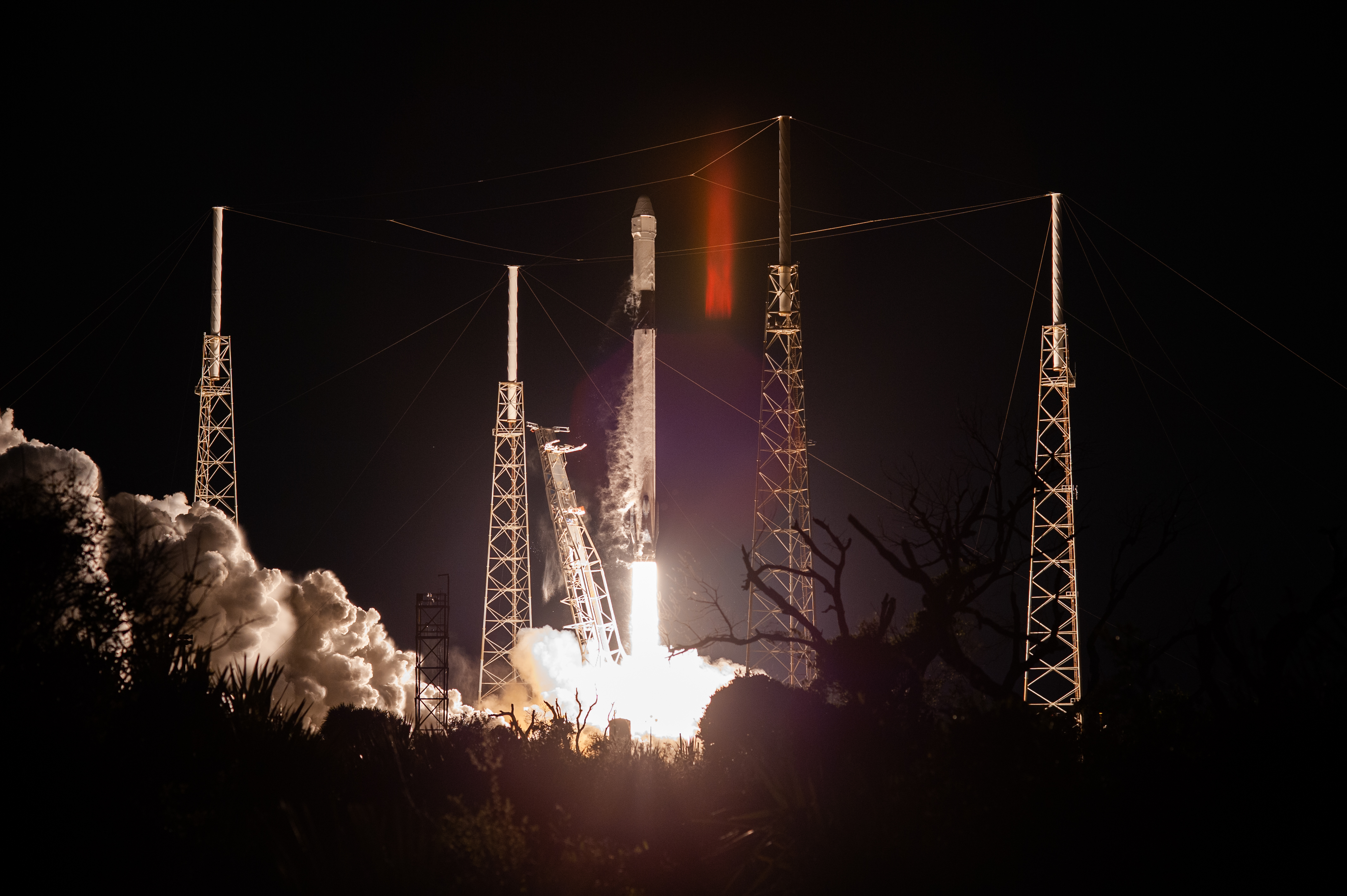
Запуск корабля